# Багрянка
Багря́нка (болг. Багрянка) — село в Кирджалійській області Болгарії. Входить до складу общини Момчилград.

## Населення
За даними перепису населення 2011 року у селі проживали 318 осіб.
Національний склад населення села:
| Національність   | Кількість осіб | Відсоток |
| ---------------- | -------------- | -------- |
| турки            | 145            | 45,6%    |
| цигани           | 102            | 32,1%    |
| болгари          | 0              | 0%       |
| інша             | 0              | 0%       |
| не визначились   | 71             | 22,3%    |
| Всього відповіли | 318            |          |

Розподіл населення за віком у 2011 році:
Динаміка населення: